# Estació de Vila-real
Vila-real és una estació de la línia C-6 de la xarxa de Rodalies Renfe de València situada al sud-est del nucli urbà de Vila-real a la comarca de la Plana Baixa. A més de trens de rodalies, paren trens de Mitjana Distància Renfe de la Línia 50 de Mitjana Distància.
L'estació es troba a la línia del Corredor Mediterrani, per la qual cosa passen molts trens de llarg recorregut sense parar.
| Procedència/Destinació     | <                      | Línia | >                     | Procedència/Destinació              |
| -------------------------- | ---------------------- | ----- | --------------------- | ----------------------------------- |
| Rodalies València de Renfe |                        |       |                       |                                     |
| València-Nord              | Borriana-Les Alqueries | C-6   | Almassora             | Castelló de la Plana                |
| València-Nord              | Nules-La Vilavella¹    | CIVIS | Castelló de la Plana¹ | Castelló de la Plana                |
| Mitjana Distància de Renfe |                        |       |                       |                                     |
| València-Nord              | Sagunt                 | L7    | Castelló de la Plana  | Tortosa Barcelona-Estació de França |

1. Aquesta és l'estació anterior o següent als trens CIVIS